# Grundträskån (Jörn)

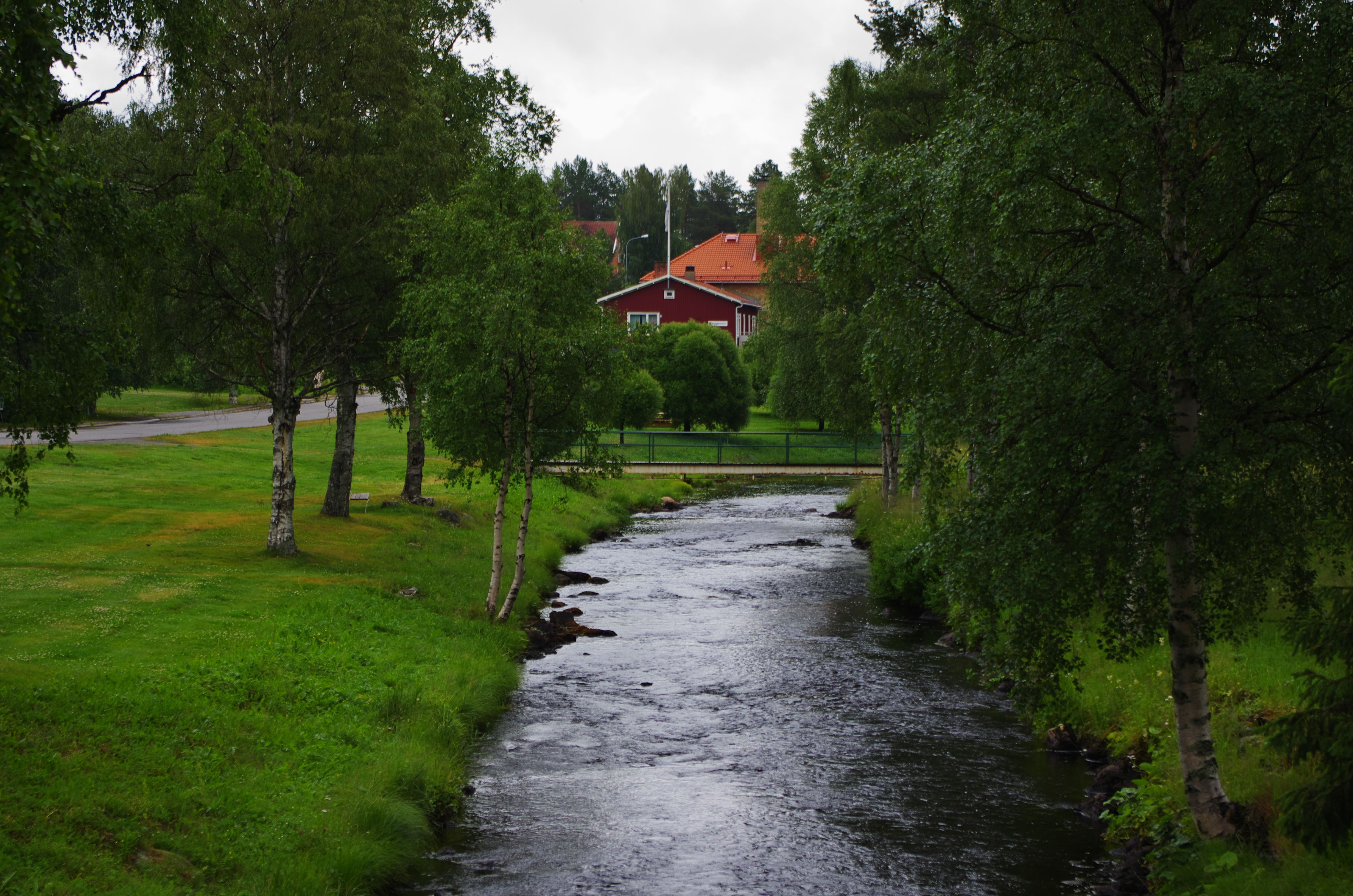
Grundträskån i Jörn

Grundträskån är ett vattendrag i Jörns socken, Skellefteå kommun som rinner genom Jörn och mynnar i Hornsträsket som ingår i Skellefteälvens avrinningsområde. Längd cirka 25 kilometer, inkl källflöden ca 35 km. Flodområde 118 km². 
Grundträskån bildas av källflödena Bredträskbäcken och Missenträskbäcken som flyter samman ca 20 km NV om Jörn. Därefter rinner ån genom Åmyran och det nästan helt igenvuxna Grundträsket, som givit ån dess namn. Efter Fäbodträsket ett par km åt SO flyter ån lugnt i nästan rakt ostsydostlig riktning ner mot Jörn i ett landskap dominerat av myrar. Största biflöde är Småträskbäcken från höger. 